# Domenico Annibali
Domenico Annibali, noto anche con il soprannome di Dominichino (Macerata, 1705 – Roma, 1779), è stato un contraltista italiano.

## Biografia
Nato a Macerata, la prima apparizione di Annibali fu a Roma nel 1725 in una delle opere di Nicola Porpora. Dopo ulteriori apparizioni a Roma nel 1726, fu attivo nei teatri di Venezia dal 1727 al 1729.

### Alla corte di Sassonia
Verso la fine del 1729 accettò un posto alla Royal Opera House di Dresda, presso la cappella musicale e il teatro di corte, diretti allora da Johann Adolf Hasse. Esordì il 13 settembre 1731 come protagonista nell'opera Cleofide del Hasse, a fianco della moglie di quest'ultimo, la famosa prima donna Faustina Bordoni. Ha anche cantato nel Cajo Fabricio di Hasse (1734), Tito Vespasiano, Demetrio, Lucio Papirio, Arminio, Semiramide, Demofoonte e Adriano in Siria. Il 18 luglio 1747 ha cantato il ruolo del protagonista in Filandro di Porpora in uno spettacolo in onore del compleanno della principessa Maria Antonia Valpurga di Baviera. Mentre era impegnato nel teatro dell'opera di Dresda, Annibali ottenne il permesso di esibirsi come artista ospite in molti altri teatri a livello internazionale. Ha fatto apparizioni a Roma nel 1730, 1732 e 1739; notevole la sua esibizione nella prima del Germanico in Germania di Porpora al Teatro Capranica nel febbraio del 1732.

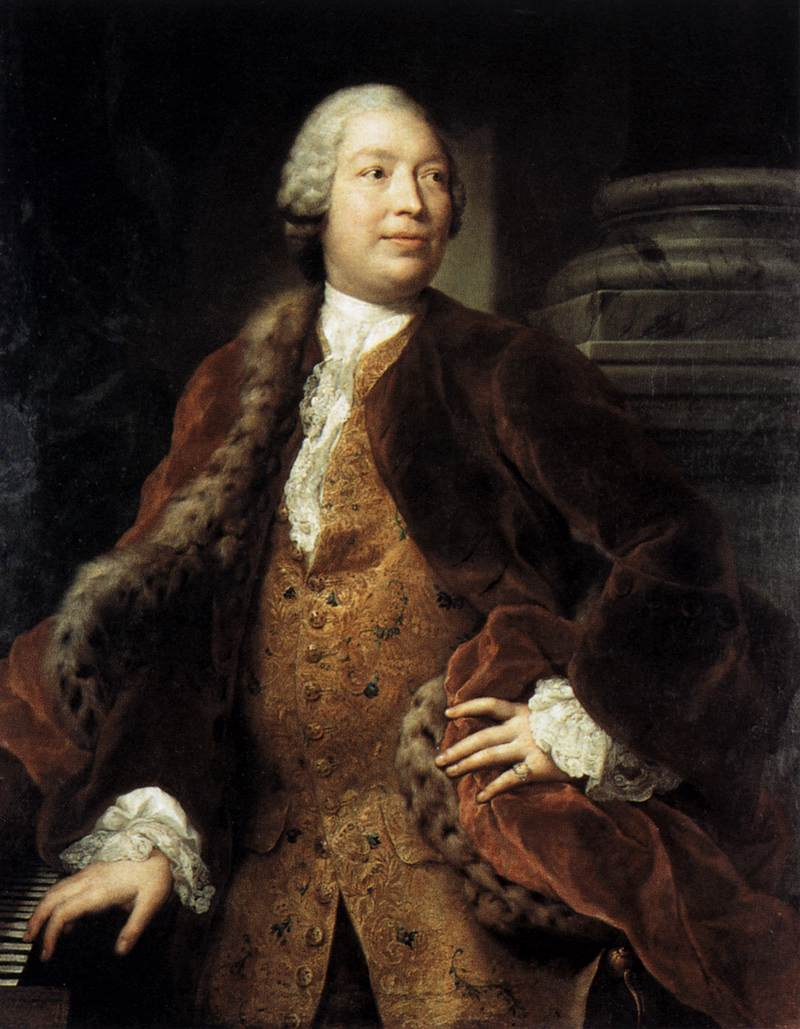
Domenico Annibali, 1750, ritratto di Anton Raphael Mengs

Nel 1731 ebbe un grande trionfo a Vienna nel ruolo principale nel Demetrio di Antonio Caldara che attirò l'ammirazione di Pietro Metastasio. Dall'ottobre 1736 al giugno 1737 è stato membro della compagnia d'opera di Georg Friedrich Händel alla Royal Opera House di Londra; fece un debutto sensazionale al teatro l'8 dicembre nel ruolo principale nel Poro di Händel. Ha continuato a creare ruoli nelle prime mondiali di tre opere di Händel: i ruoli principali in Arminio (12 gennaio 1737) e Giustino (16 febbraio 1737), e il ruolo di Demetrio in Berenice (18 maggio 1737). Ha cantato anche nelle anteprime della cantata di Händel Sempre portatore di gloria, nel pasticcio Didone abbandonata e nella versione rivista de Il trionfo del tempo; e nei revival di Partenope, Alexander's Feast ed Esther. Ritornato nel 1738 a Dresda, con uno stipendio aumentato a 1 500 talleri, grazie ai buoni uffici dell'ambasciatore di Sassonia J. A. von Loss e del ministro inglese Harrington, l'Annibali non si mosse quasi più, sino al 1764, da questa città. Nel 1739 fece ritorno a Roma, dove la sua interpretazione giovò al successo dell'opera Astarto di D. Terradellas. Qui vi ritornò ancora nell'estate del 1749 per suo diletto, come conferma una nota manoscritta sulla caricatura che il pittore Pier Leone Ghezzi gli fece. A Dresda egli continuò a interpretare opere di Hasse: chiuse la sua attività operistica il 17 gennaio 1752 interpretando l'opera Adriano in Siria del compositore tedesco.

### Ritiro e ultimi anni
Il 28 febbraio 1764 l'Annibali si ritirò dal palco, con una pensione e un decreto di riconoscimento, in latino e tedesco, "di cantante di camera di S.M. il Re di Polonia ed Elettore di Sassonia", il suo servizio alla cappella musicale della corte sassone. Nel 1776 ritornò a Macerata, ma nel 1779 si stabilì a Roma, dove si spense in quello stesso anno, ormai completamente estraneo al nuovo ambiente musicale. Era anche attivo come insegnante di canto durante la sua vita. Uno dei suoi noti allievi fu il compositore ucraino Timofiy Bilohradsky.